# Hylaeus
Hylaeus là một chi ong trong họ Colletidae.

## Hình ảnh

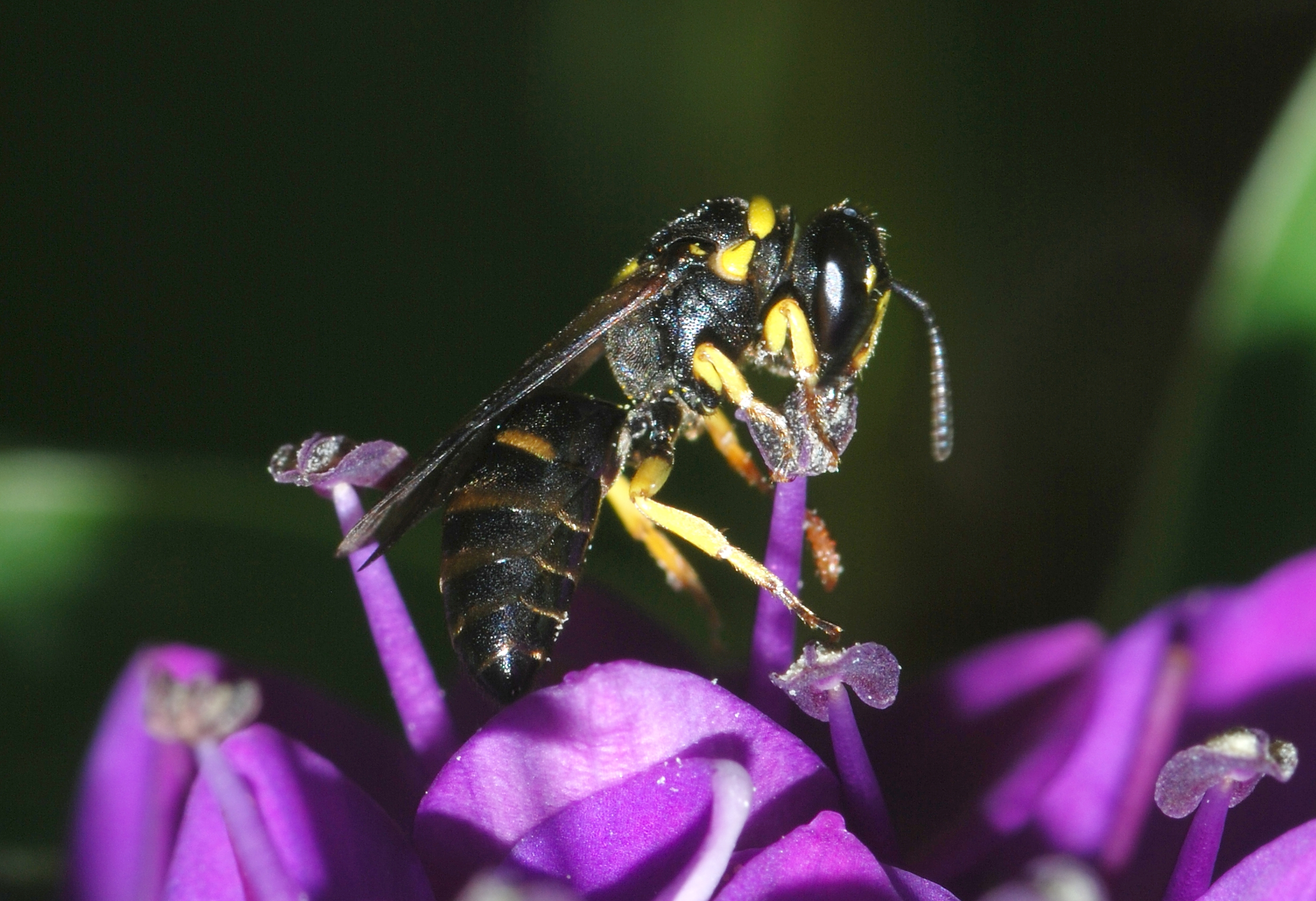
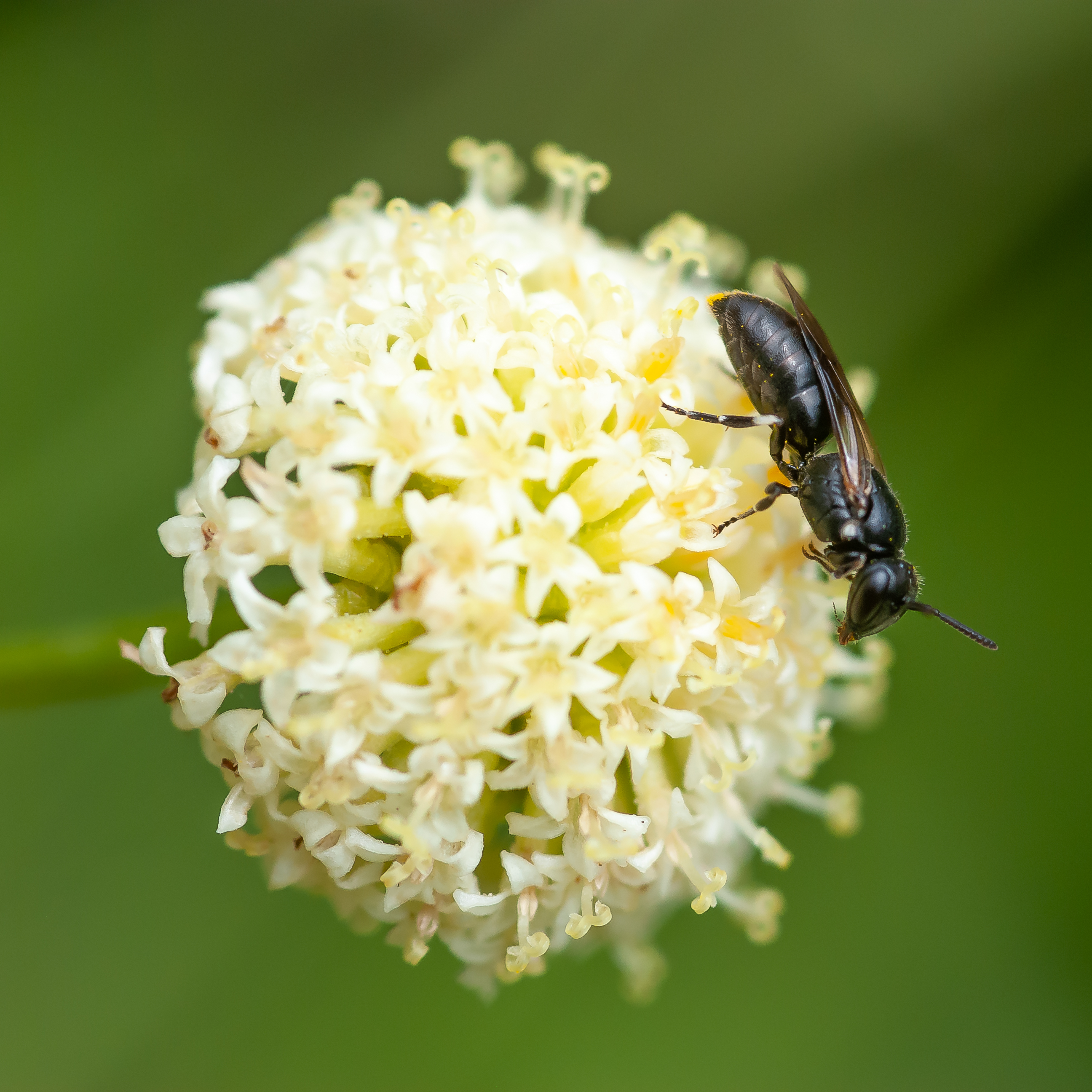
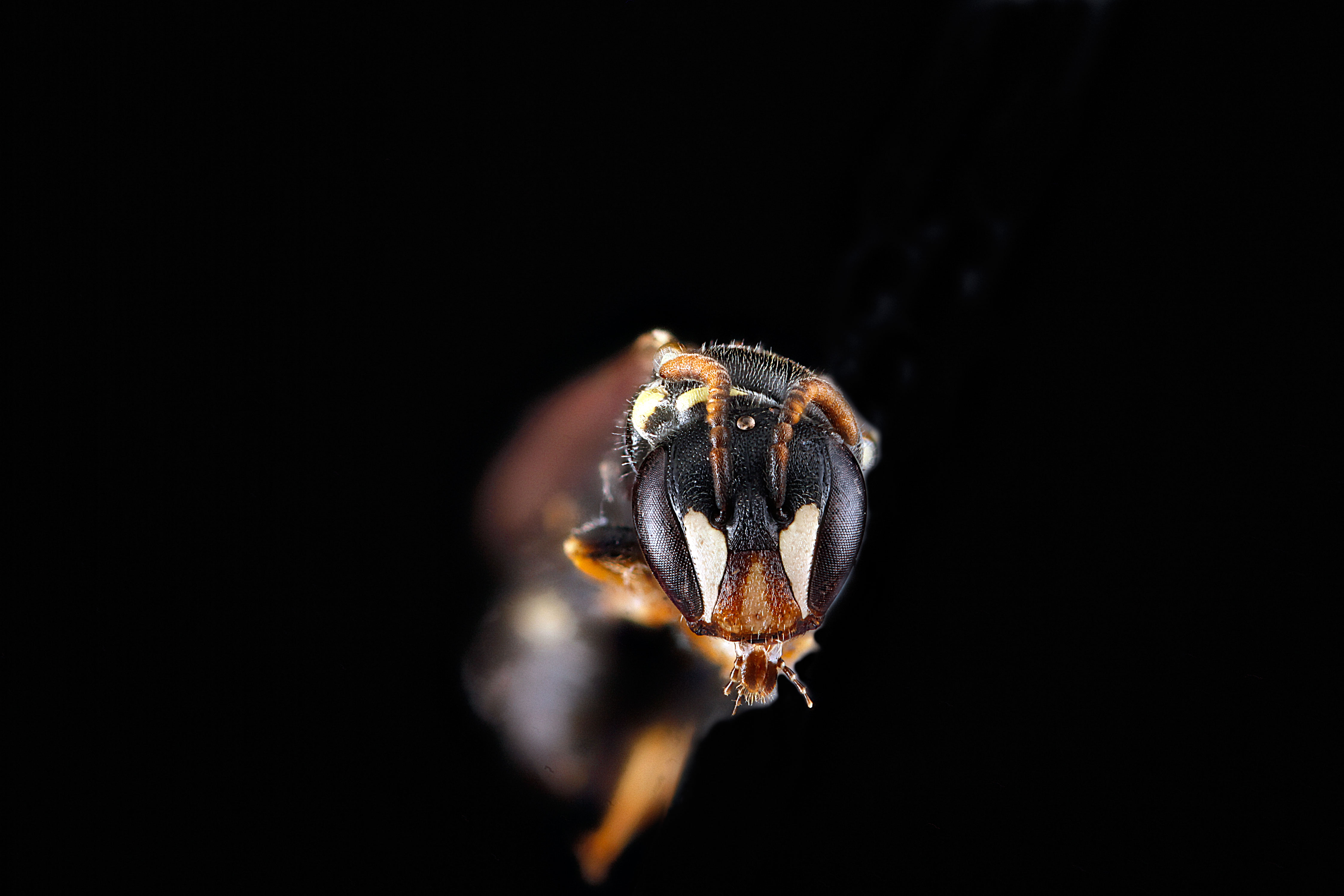
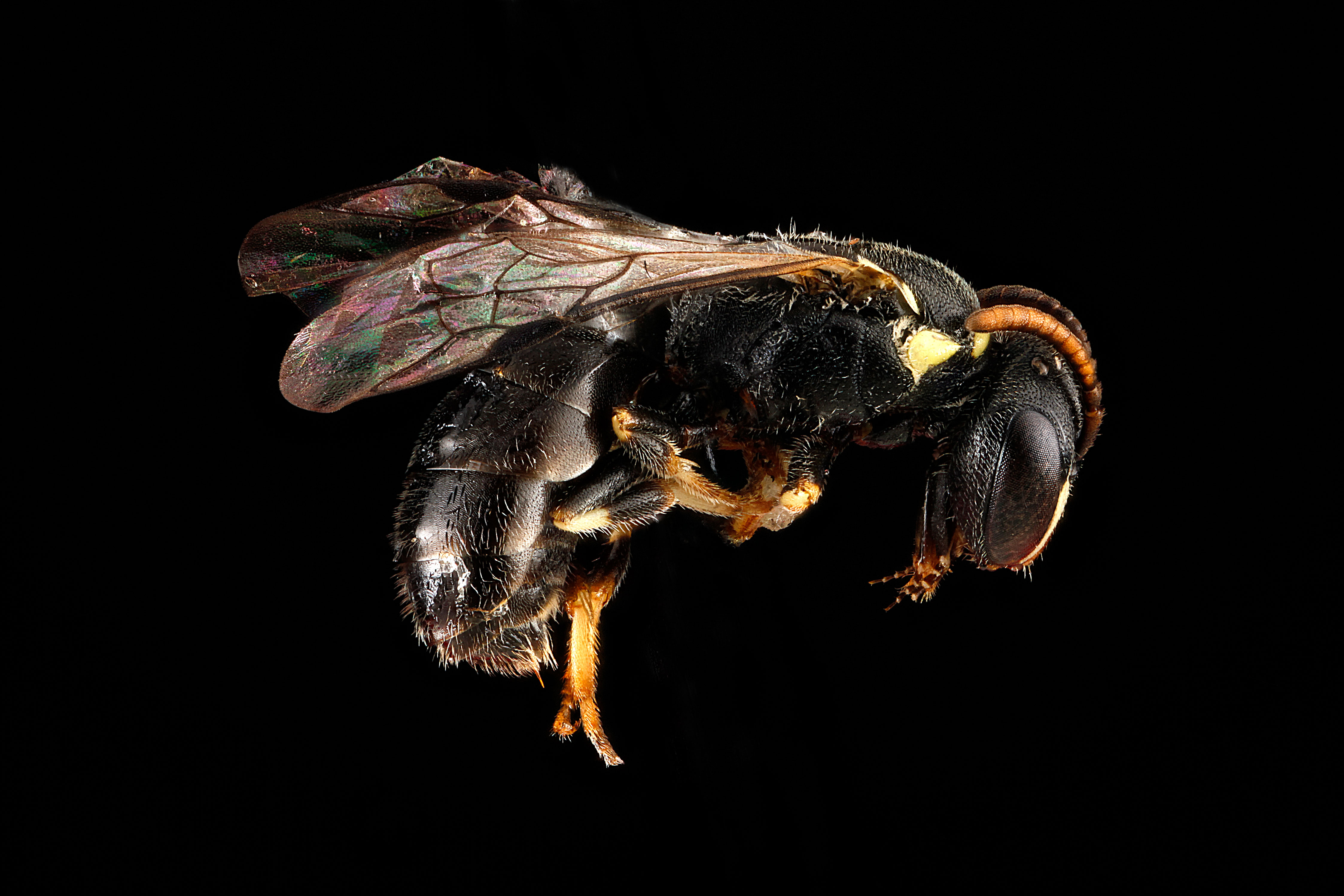
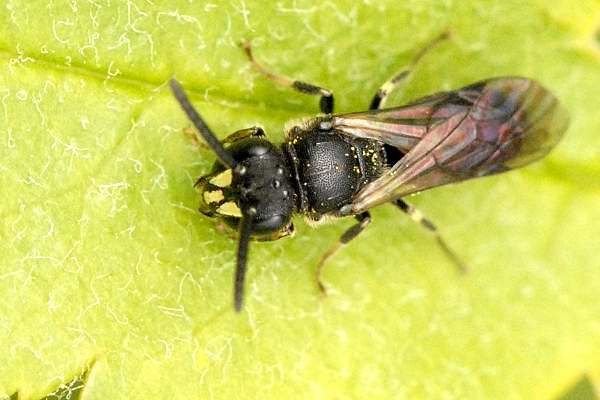

## Các loài
- Hylaeus aberrans
- Hylaeus abjunctus
- Hylaeus aborigensis
- Hylaeus absolutus
- Hylaeus absonulus
- Hylaeus abyssinicus
- Hylaeus acariphorus
- Hylaeus accipitris
- Hylaeus acer
- Hylaeus adriaticus
- Hylaeus advocatus
- Hylaeus aenigmus
- Hylaeus affinis
- Hylaeus agilis
- Hylaeus akoko
- Hylaeus alampes
- Hylaeus albocuneatus
- Hylaeus albomaculatus
- Hylaeus albonitens
- Hylaeus albonotatus
- Hylaeus albozebratus
- Hylaeus alcyoneus
- Hylaeus alexandrinus
- Hylaeus alfkeni
- Hylaeus alocaspidus
- Hylaeus alpinus
- Hylaeus altaicus
- Hylaeus amatulus
- Hylaeus amatus
- Hylaeus amazonicus
- Hylaeus amelanocephalus
- Hylaeus ameliae
- Hylaeus amiculiformis
- Hylaeus amiculinus
- Hylaeus amiculus
- Hylaeus ancoratus
- Hylaeus andrenoides
- Hylaeus angustatus
- Hylaeus angustifrons
- Hylaeus angustulus
- Hylaeus anmelanocephalus
- Hylaeus annularis
- Hylaeus annulatus
- Hylaeus anomalus
- Hylaeus anthracinus
- Hylaeus aralis
- Hylaeus araxanus
- Hylaeus arenarius
- Hylaeus armeniacus
- Hylaeus arnoldi
- Hylaeus arsenicus
- Hylaeus asiaticus
- Hylaeus asininus
- Hylaeus asper
- Hylaeus asperithorax
- Hylaeus aspricollis
- Hylaeus assimulans
- Hylaeus aterrimus
- Hylaeus atriceps
- Hylaeus atripes
- Hylaeus auriferus
- Hylaeus azorae
- Hylaeus aztecus
- Hylaeus bacillarius
- Hylaeus basalis
- Hylaeus basilautus
- Hylaeus basimacula
- Hylaeus basirufus
- Hylaeus baudinensis
- Hylaeus beaumonti
- Hylaeus bellicosus
- Hylaeus benguetensis
- Hylaeus benoisti
- Hylaeus bequaerti
- Hylaeus bequaertianus
- Hylaeus bertonii
- Hylaeus bevisi
- Hylaeus biarmicus
- Hylaeus bicoloratus
- Hylaeus bicolorellus
- Hylaeus bicuneatus
- Hylaeus bidentatus
- Hylaeus bifasciatus
- Hylaeus binotatus
- Hylaeus binus
- Hylaeus bipunctatus
- Hylaeus biscutellus
- Hylaeus bituberculatus
- Hylaeus blanchae
- Hylaeus bolivianus
- Hylaeus boninensis
- Hylaeus borchii
- Hylaeus borneensis
- Hylaeus bothros
- Hylaeus bouyssoui
- Hylaeus brachycephalus
- Hylaeus brachyceratomerus
- Hylaeus brasiliensis
- Hylaeus braunsi
- Hylaeus breviceps
- Hylaeus brevicornis
- Hylaeus brevior
- Hylaeus breviradius
- Hylaeus bridwelli
- Hylaeus buddhae
- Hylaeus burnsi
- Hylaeus caarendyensis
- Hylaeus callosulus
- Hylaeus callosus
- Hylaeus calvus
- Hylaeus canariensis
- Hylaeus capicola
- Hylaeus capitosus
- Hylaeus cardioscapus
- Hylaeus cecidonastes
- Hylaeus ceniberus
- Hylaeus certus
- Hylaeus cervinus
- Hylaeus chasanensis
- Hylaeus chlorosomus
- Hylaeus chlorostictus
- Hylaeus chromaticus
- Hylaeus chrysaspis
- Hylaeus chukar
- Hylaeus cinereus
- Hylaeus clavigerus
- Hylaeus cliffordiellus
- Hylaeus clypearis
- Hylaeus cockerelli
- Hylaeus colei
- Hylaeus coloradensis
- Hylaeus communis
- Hylaeus concinnus
- Hylaeus confluens
- Hylaeus conformis
- Hylaeus confusus
- Hylaeus coniceps
- Hylaeus connectens
- Hylaeus conspicuus
- Hylaeus constrictiformis
- Hylaeus constrictus
- Hylaeus contradictus
- Hylaeus convergens
- Hylaeus cookii
- Hylaeus coriaceus
- Hylaeus cornutus
- Hylaeus coroicensis
- Hylaeus coronatulus
- Hylaeus coronatus
- Hylaeus costaricensis
- Hylaeus crabronoides
- Hylaeus crassanus
- Hylaeus crassifemoratus
- Hylaeus cribellatus
- Hylaeus cribratus
- Hylaeus crispulus
- Hylaeus cruentus
- Hylaeus crustatus
- Hylaeus culiciformis
- Hylaeus cuneiferus
- Hylaeus curtellus
- Hylaeus curtulus
- Hylaeus curvicarinatus
- Hylaeus cuscoanus
- Hylaeus cyaneomicans
- Hylaeus cyanophilus
- Hylaeus cyanurus
- Hylaeus cypricolus
- Hylaeus damascenus
- Hylaeus daviesiae
- Hylaeus decaoctus
- Hylaeus deceptorius
- Hylaeus delicatus
- Hylaeus dentiferellus
- Hylaeus desertoris
- Hylaeus dictyotus
- Hylaeus difficilis
- Hylaeus difformis
- Hylaeus digitatus
- Hylaeus dimidiatus
- Hylaeus dinkleri
- Hylaeus diplonymus
- Hylaeus disjunctus
- Hylaeus distractus
- Hylaeus dolichocephalus
- Hylaeus dominae
- Hylaeus donbakeri
- Hylaeus dorni
- Hylaeus douglasi
- Hylaeus dregei
- Hylaeus dromedarius
- Hylaeus dubiosus
- Hylaeus duckei
- Hylaeus dumetorum
- Hylaeus ebmeri
- Hylaeus elatus
- Hylaeus elegans
- Hylaeus elongatus
- Hylaeus emir
- Hylaeus episcopalis
- Hylaeus eugeniellus
- Hylaeus eurygnathus
- Hylaeus euryscapus
- Hylaeus euxanthus
- Hylaeus excelsus
- Hylaeus exiguus
- Hylaeus exleyae
- Hylaeus expansus
- Hylaeus extensicornis
- Hylaeus extensus
- Hylaeus extrinsecus
- Hylaeus facilis
- Hylaeus feai
- Hylaeus fedorica
- Hylaeus femoralis
- Hylaeus fertoni
- Hylaeus fijiensis
- Hylaeus filicum
- Hylaeus finitimus
- Hylaeus fissus
- Hylaeus flammipes
- Hylaeus flavifrons
- Hylaeus flavipes
- Hylaeus flaviscutum
- Hylaeus flavohumeralis
- Hylaeus flavojugatus
- Hylaeus floralis
- Hylaeus floridanus
- Hylaeus formosus
- Hylaeus fortis
- Hylaeus fossifer
- Hylaeus foveatus
- Hylaeus fraternus
- Hylaeus frederici
- Hylaeus friesei
- Hylaeus frontalis
- Hylaeus fuliginosus
- Hylaeus fumata
- Hylaeus funereus
- Hylaeus fuscipennis
- Hylaeus gabonicus
- Hylaeus gaigei
- Hylaeus garrulus
- Hylaeus garzettus
- Hylaeus gaullei
- Hylaeus gazagnairei
- Hylaeus geminus
- Hylaeus genualis
- Hylaeus georgicus
- Hylaeus gibbus
- Hylaeus gigas
- Hylaeus glacialis
- Hylaeus gliddenae
- Hylaeus globula
- Hylaeus globuliferus
- Hylaeus graafii
- Hylaeus gracilicornis
- Hylaeus gracillimus
- Hylaeus graenicheri
- Hylaeus granulatus
- Hylaeus greavesi
- Hylaeus gredleri
- Hylaeus gressitti
- Hylaeus gribodoi
- Hylaeus grossus
- Hylaeus gualanicus
- Hylaeus guamensis
- Hylaeus guaraniticus
- Hylaeus gujaraticus
- Hylaeus haematopodus
- Hylaeus haemorrhous
- Hylaeus haleakalae
- Hylaeus halictiformis
- Hylaeus hameri
- Hylaeus haygoodi
- Hylaeus heliacus
- Hylaeus hellenicus
- Hylaeus hemirhodus
- Hylaeus heraldicus
- Hylaeus heteroclitus
- Hylaeus hilaris
- Hylaeus hirashimai
- Hylaeus hirsutulus
- Hylaeus hirticaudus
- Hylaeus hobartiellus
- Hylaeus hohmanni
- Hylaeus honestus
- Hylaeus hostilis
- Hylaeus hula
- Hylaeus hungaricus
- Hylaeus hurdi
- Hylaeus huselus
- Hylaeus hyalinatus
- Hylaeus hydrophilus
- Hylaeus hyperpunctatus
- Hylaeus hypoleucus
- Hylaeus hyrcanius
- Hylaeus ibericus
- Hylaeus iheringi
- Hylaeus ikedai
- Hylaeus illinoisensis
- Hylaeus immarginatus
- Hylaeus imparilis
- Hylaeus implicatus
- Hylaeus impressiventris
- Hylaeus incomitatus
- Hylaeus indecisus
- Hylaeus indistinctus
- Hylaeus infans
- Hylaeus infulatus
- Hylaeus innocens
- Hylaeus inquilina
- Hylaeus insolitus
- Hylaeus insularum
- Hylaeus iranicus
- Hylaeus iridipennis
- Hylaeus irritans
- Hylaeus isochromus
- Hylaeus itapuensis
- Hylaeus jacksoniae
- Hylaeus jacobsoni
- Hylaeus jantaris
- Hylaeus joergenseni
- Hylaeus kahri
- Hylaeus kashmirensis
- Hylaeus kasindensis
- Hylaeus kaszabi
- Hylaeus kauaiensis
- Hylaeus kelvini
- Hylaeus kermadecensis
- Hylaeus knabi
- Hylaeus koenigsmanni
- Hylaeus kokeensis
- Hylaeus kona
- Hylaeus kotschisus
- Hylaeus krebsianus
- Hylaeus krombeini
- Hylaeus kuakea
- Hylaeus kukui
- Hylaeus kurdus
- Hylaeus labiatifrons
- Hylaeus lactiferus
- Hylaeus lactipennis
- Hylaeus laetus
- Hylaeus larocai
- Hylaeus lateralis
- Hylaeus leai
- Hylaeus lemuriae
- Hylaeus lepidulus
- Hylaeus leptocephalus
- Hylaeus leptospermi
- Hylaeus leucolippa
- Hylaeus leviceps
- Hylaeus libericus
- Hylaeus lightfooti
- Hylaeus limbifrons
- Hylaeus lineaticeps
- Hylaeus lineolatus
- Hylaeus liogonius
- Hylaeus littleri
- Hylaeus livius
- Hylaeus longiceps
- Hylaeus longimaculus
- Hylaeus longulus
- Hylaeus lubbocki
- Hylaeus luctuosus
- Hylaeus lumbellus
- Hylaeus lunicraterius
- Hylaeus luteobalteatus
- Hylaeus luzonicus
- Hylaeus lychnis
- Hylaeus macilentus
- Hylaeus maculatus
- Hylaeus maculipennis
- Hylaeus maculipes
- Hylaeus maculosus
- Hylaeus magnificus
- Hylaeus magrettii
- Hylaeus mahafaly
- Hylaeus maiellus
- Hylaeus major
- Hylaeus malagassus
- Hylaeus mana
- Hylaeus mapirensis
- Hylaeus margaretae
- Hylaeus maritimus
- Hylaeus matamoko
- Hylaeus matsumurai
- Hylaeus mauiensis
- Hylaeus maximilianus
- Hylaeus medialis
- Hylaeus mediovirens
- Hylaeus megalotis
- Hylaeus melaleucae
- Hylaeus melanocephalus
- Hylaeus melanosoma
- Hylaeus melanothrix
- Hylaeus melba
- Hylaeus meridianus
- Hylaeus meridionalis
- Hylaeus meriti
- Hylaeus mesillae
- Hylaeus mexicanus
- Hylaeus microphenax
- Hylaeus microstictus
- Hylaeus mimicus
- Hylaeus mindanensis
- Hylaeus minusculus
- Hylaeus mirandus
- Hylaeus modestus
- Hylaeus monedulus
- Hylaeus mongolicus
- Hylaeus monilicornis
- Hylaeus monostictus
- Hylaeus montacuti
- Hylaeus montanus
- Hylaeus monticola
- Hylaeus montivagus
- Hylaeus moricei
- Hylaeus multigibbosus
- Hylaeus munageus
- Hylaeus muranus
- Hylaeus murihiku
- Hylaeus murrayensis
- Hylaeus murrumbidgeanus
- Hylaeus musgravei
- Hylaeus mustelus
- Hylaeus mutatus
- Hylaeus nalo
- Hylaeus namaquensis
- Hylaeus nanseiensis
- Hylaeus nasalis
- Hylaeus nasutus
- Hylaeus neavei
- Hylaeus nelumbonis
- Hylaeus nesoprosopoides
- Hylaeus nevadensis
- Hylaeus niger
- Hylaeus nigrescens
- Hylaeus nigricallosus
- Hylaeus nigricans
- Hylaeus nigriconcavus
- Hylaeus nigripennis
- Hylaeus nigritus
- Hylaeus niloticus
- Hylaeus nimbatus
- Hylaeus nippon
- Hylaeus nivaliformis
- Hylaeus nivalis
- Hylaeus niveofasciatus
- Hylaeus nivicola
- Hylaeus noomen
- Hylaeus nubilosus
- Hylaeus nunenmacheri
- Hylaeus nyassanus
- Hylaeus nyrocus
- Hylaeus oblitus
- Hylaeus obtusatus
- Hylaeus oenanthe
- Hylaeus ofarrelli
- Hylaeus ogilviei
- Hylaeus omanicus
- Hylaeus ombrias
- Hylaeus opacissimus
- Hylaeus opaciventris
- Hylaeus orbicus
- Hylaeus oresbius
- Hylaeus orientalicus
- Hylaeus ornatus
- Hylaeus palavanicus
- Hylaeus pallidicornis
- Hylaeus palmaris
- Hylaeus panamensis
- Hylaeus pannosus
- Hylaeus pannuceus
- Hylaeus papuanus
- Hylaeus paradifformis
- Hylaeus paradisicola
- Hylaeus paradoxicus
- Hylaeus paradoxus
- Hylaeus paraguayensis
- Hylaeus parmatus
- Hylaeus paulistanus
- Hylaeus paulus
- Hylaeus pectoralis
- Hylaeus pele
- Hylaeus peltates
- Hylaeus penalaris
- Hylaeus penangensis
- Hylaeus perater
- Hylaeus perdensus
- Hylaeus peregrinus
- Hylaeus perforatus
- Hylaeus pergibbosus
- Hylaeus perhumilis
- Hylaeus peringueyi
- Hylaeus perkinsianus
- Hylaeus perpictus
- Hylaeus perplexus
- Hylaeus perrufus
- Hylaeus personatellus
- Hylaeus perspicuus
- Hylaeus peruvianus
- Hylaeus petroselini
- Hylaeus pfankuchi
- Hylaeus phaeoscapus
- Hylaeus philoleucus
- Hylaeus pictipes
- Hylaeus pictulus
- Hylaeus pictus
- Hylaeus pilosulus
- Hylaeus pirus
- Hylaeus polifolii
- Hylaeus polybiaeformis
- Hylaeus polybioides
- Hylaeus pomarinus
- Hylaeus porcatus
- Hylaeus potaninii
- Hylaeus praenotatus
- Hylaeus preposterosus
- Hylaeus primulipictus
- Hylaeus probligenatus
- Hylaeus procurvus
- Hylaeus promontorii
- Hylaeus proteae
- Hylaeus proximus
- Hylaeus przewalskyi
- Hylaeus psaenythioides
- Hylaeus psammobius
- Hylaeus psammophilus
- Hylaeus pubescens
- Hylaeus puerulus
- Hylaeus punctatus
- Hylaeus punctiferus
- Hylaeus punctulatissimus
- Hylaeus punctus
- Hylaeus pyrenaicus
- Hylaeus quadratifer
- Hylaeus quadratus
- Hylaeus quadriceps
- Hylaeus quadricornis
- Hylaeus quartinae
- Hylaeus rawi
- Hylaeus recisus
- Hylaeus reditus
- Hylaeus relegatus
- Hylaeus repentens
- Hylaeus rhodesicus
- Hylaeus rhodognathus
- Hylaeus riekianus
- Hylaeus rinki
- Hylaeus rivalis
- Hylaeus robertianus
- Hylaeus rotensis
- Hylaeus rotundiceps
- Hylaeus royesi
- Hylaeus rubicola
- Hylaeus rubrifacialis
- Hylaeus rubroplagiatus
- Hylaeus rudbeckiae
- Hylaeus ruficeps
- Hylaeus rufipedoides
- Hylaeus rufipes
- Hylaeus rufipictus
- Hylaeus rufoclypeatus
- Hylaeus rufulus
- Hylaeus rugicollis
- Hylaeus rugipunctus
- Hylaeus rugosus
- Hylaeus rugulosus
- Hylaeus saltensis
- Hylaeus sanctus
- Hylaeus sandacanensis
- Hylaeus sanguinipictus
- Hylaeus saniculae
- Hylaeus sansibaribius
- Hylaeus sariensis
- Hylaeus satelles
- Hylaeus schwarzii
- Hylaeus scintillans
- Hylaeus scintilliformis
- Hylaeus scintillus
- Hylaeus scrobicauda
- Hylaeus scrupeus
- Hylaeus sculptilis
- Hylaeus sculptus
- Hylaeus scutaticornis
- Hylaeus scutellaris
- Hylaeus scutellatus
- Hylaeus scutispinus
- Hylaeus scutulus
- Hylaeus seabrai
- Hylaeus seclusus
- Hylaeus secretus
- Hylaeus sedens
- Hylaeus sejunctus
- Hylaeus semicastaneus
- Hylaeus semipersonatus
- Hylaeus semirufus
- Hylaeus serotinellus
- Hylaeus setosifrons
- Hylaeus sibiricus
- Hylaeus sidensis
- Hylaeus signatus
- Hylaeus simplex
- Hylaeus simplior
- Hylaeus simplus
- Hylaeus simpsoni
- Hylaeus simulans
- Hylaeus simus
- Hylaeus sinensis
- Hylaeus sinuatus
- Hylaeus solaris
- Hylaeus sonorensis
- Hylaeus soror
- Hylaeus sparsus
- Hylaeus specularis
- Hylaeus sphecodoides
- Hylaeus spilotus
- Hylaeus stenops
- Hylaeus stentoriscapus
- Hylaeus stictifrons
- Hylaeus stilbaspis
- Hylaeus strenuus
- Hylaeus stubbei
- Hylaeus styriacus
- Hylaeus subbutea
- Hylaeus subconstrictus
- Hylaeus subcoronatus
- Hylaeus subfortis
- Hylaeus subgriseus
- Hylaeus sublateralis
- Hylaeus sublucens
- Hylaeus submonticola
- Hylaeus subplebeius
- Hylaeus subreditus
- Hylaeus suffusus
- Hylaeus sulphuripes
- Hylaeus taclobanus
- Hylaeus taeniolatus
- Hylaeus tagala
- Hylaeus takumiae
- Hylaeus tardus
- Hylaeus telmenicus
- Hylaeus tenuis
- Hylaeus tephronotus
- Hylaeus teruelus
- Hylaeus tetris
- Hylaeus theodorei
- Hylaeus thyreus
- Hylaeus timberlakei
- Hylaeus tinctulus
- Hylaeus titanius
- Hylaeus torquatus
- Hylaeus transversus
- Hylaeus transvittatus
- Hylaeus triangulum
- Hylaeus tricolor
- Hylaeus trifidus
- Hylaeus trilobatus
- Hylaeus trimerops
- Hylaeus trinotatus
- Hylaeus trisignatus
- Hylaeus trisulcus
- Hylaeus trivittatus
- Hylaeus tuamotuensis
- Hylaeus tuertonis
- Hylaeus turgicollaris
- Hylaeus tyrolensis
- Hylaeus ubertus
- Hylaeus uelleburgensis
- Hylaeus ugandicus
- Hylaeus ulanus
- Hylaeus umtalicus
- Hylaeus unicus
- Hylaeus vachali
- Hylaeus vachalianus
- Hylaeus valinis
- Hylaeus varians
- Hylaeus variegatus
- Hylaeus variolosus
- Hylaeus versicolor
- Hylaeus verticalis
- Hylaeus vetustus
- Hylaeus vigilans
- Hylaeus williamsi
- Hylaeus villosellus
- Hylaeus wilsoni
- Hylaeus violaceus
- Hylaeus vittatifrons
- Hylaeus volatilis
- Hylaeus volcanicus
- Hylaeus volusiensis
- Hylaeus wootoni
- Hylaeus worcesteri
- Hylaeus woyensis
- Hylaeus vulgaris
- Hylaeus wynyardensis
- Hylaeus xanthaspis
- Hylaeus xanthocephalus
- Hylaeus xanthognathus
- Hylaeus xanthopoda
- Hylaeus xanthopsyche
- Hylaeus xanthostoma
- Hylaeus yaguarae
- Hylaeus yapensis
- Hylaeus yasumatsui
- Hylaeus yoruba
- Hylaeus zamoranicus